# Stroemfeld Verlag
Stroemfeld ist ein von Karl Dietrich Wolff gegründeter und betriebener deutschsprachiger Kleinverlag mit Sitz in Frankfurt am Main und Basel.

## Geschichte
Der Verlag wechselte im Laufe seines Bestehens mehrfach seinen Namen und seine Gesellschaftsform. 
Wolff gründete das Unternehmen 1970 in Frankfurt am Main unter dem Namen Verlag Roter Stern K. D. Wolff KG. In den Anfangsjahren umfasste die Mitarbeiterschaft auch einige Mitglieder der linksradikalen Szene Frankfurts, die Mitte der 1970er Jahre als Terroristen der Revolutionären Zellen international bekannt wurden, darunter Wilfried Böse, Johannes Weinrich, Magdalena Kopp und Brigitte Kuhlmann. Der Verlag galt Ermittlern der Sicherheitsbehörden als „Kristallisationspunkt und Nachwuchsschmiede des Terrorismus“. Infolgedessen gab es in den Räumen des Verlages über mehrere Jahre zahlreiche Hausdurchsuchungen. Aus diesem Grund wurde 1979 zusätzlich die Stroemfeld Verlag AG in Basel gegründet. Der Verlagsname geht zurück auf die ersten Zeilen eines Textes von Friedrich Hölderlin, „Tende Strömfeld Simonetta“. Das Programm erschien dann unter dem Namen Stroemfeld/Roter Stern. Es wurde 1984 eine weitere Gesellschaft mit Sitz in Frankfurt am Main gegründet, die Stroemfeld Verlag Buchversand GmbH.
1991 wurde der Frankfurter Nexus-Verlag übernommen und als Stroemfeld/Nexus fortgeführt.
1993 meldete die Verlag Roter Stern GmbH Konkurs an, doch durch die Gründung der Stroemfeld Fördergesellschaft in Basel, der Industrielle, Politiker und Mäzene angehören, konnte das Programm weitergeführt werden.
Im Oktober 2008 teilte der Verlag mit, dass durch Kündigung einer Kreditlinie der Frankfurter Sparkasse (unter Hinweis auf Basel II) die Fortführung laufender Werkausgaben gefährdet sei.
Anlässlich seines 40-jährigen Bestehens wurde vom 13. August bis 4. September 2010 in der Deutschen Nationalbibliothek in Frankfurt am Main eine Ausstellung über den Verlag präsentiert.
Im September 2018 meldete der Frankfurter Geschäftsteil des Stroemfeld-Verlags Insolvenz an, der Schweizer Teil ist davon nicht betroffen. Der Verlag litt unter schwindenden Käuferzahlen, unter anderem war er von den deutlich abnehmenden Bestellungen deutscher Universitätsbibliotheken betroffen.

## Programm
Veröffentlicht wurden zunächst vor allem politische Schriften aus dem linksradikalen Umfeld der Studentenbewegung, darunter Zur Sozialisation proletarischer Kinder des RAF-Terroristen Jan-Carl Raspe (1972) und Texte des nordkoreanischen Diktators Kim Il-sung.
Seit Mitte der 1970er Jahre begann der Verlag mit der Edition umfangreicher historisch-kritischer Ausgaben deutschsprachiger Schriftsteller, wie der 1975 begonnenen, 2008 abgeschlossenen Frankfurter Hölderlin-Ausgabe. Es folgten Ausgaben u. a. von Heinrich von Kleist, Gottfried Keller, Georg Trakl, Franz Kafka und Casimir Ulrich Boehlendorff, zumeist mit abgedruckten Faksimiles der Originalmanuskripte.
Bekannt wurde der Verlag auch durch die Veröffentlichung von Männerphantasien, einer Studie Klaus Theweleits über Freikorpsliteratur und den Körper des soldatischen Mannes. 
Seit den 1980er Jahren gehört auch ein medientheoretisches Programm zum Profil des Verlags, etwa die Zeitschrift Frauen und Film.
Weiterhin verlegt werden Schriften u. a. von Jessica Benjamin, Harold Bloom, Marguerite Duras, Kurt Eissler, Georg K. Glaser, Georg Groddeck, Klaus Heinrich, Pierre Imhasly und Peter Kurzeck.

## Auszeichnungen
- 2001: Binding-Kulturpreis[16]
- 2007: Kurt Wolff Preis für die textkritischen Ausgaben[17]
- 2011: Melusine-Huss-Preis für Peter Kurzecks Roman Vorabend